# Терлинген, Тео
Теодорюс Бернардюс Мария (Тео) Терлинген (нидерл. Theodorus Bernardus Maria (Theo) Terlingen, 26 мая 1939, Бюссюм, Нидерланды — 1 мая 2006, Венло, Нидерланды) — нидерландский хоккеист (хоккей на траве), защитник.

## Биография
Тео Терлинген родился 26 мая 1939 года в нидерландском городе Бюссюм.
Играл в хоккей на траве за «Амстердамсе».
В 1960 году вошёл в состав сборной Нидерландов по хоккею на траве на Олимпийских играх в Риме, занявшей 9-е место. Играл на позиции защитника, провёл 6 матчей, мячей не забивал.
В 1964 году вошёл в состав сборной Нидерландов по хоккею на траве на Олимпийских играх в Токио, поделившей 7-8-е места. Играл на позиции защитника, провёл 7 матчей, забил 2 мяча (по одному в ворота сборных Испании и Бельгии).
В 1968 году вошёл в состав сборной Нидерландов по хоккею на траве на Олимпийских играх в Мехико, занявшей 5-е место. Играл на позиции защитника, провёл 9 матчей, забил 1 мяч в ворота сборной Аргентины.
В 60-х годах провёл за сборную Нидерландов 86 матчей.
До конца жизни занимался предпринимательством в сфере недвижимости.
Умер 1 мая 2006 года в нидерландском городе Венло.